# Powerbomb

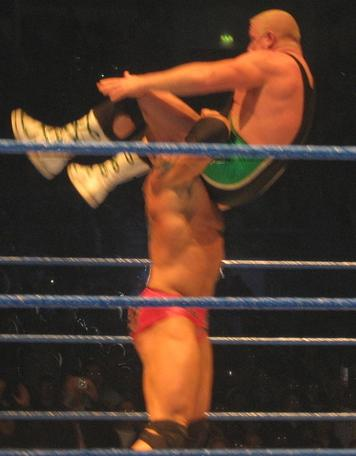
Batista fazendo o seu finisher, o Batista Bomb (sitout powerbomb), em Finlay.

Powerbomb é um golpe de wrestling profissional, muito usado para finishers. Foi inventado por Lou Thesz quando o mesmo iria aplicar um piledriver em seu oponente, mas acabou cometendo um botch, arremessando o mesmo de costas no chão. Consiste em levantar o adversário, no qual a cabeça de quem levanta fique entre suas pernas. Após isso, ele arremessa o outro lutador para o ringue com toda a força na maioria das vezes, fazendo-o bater com as costas no chão. Dezenas de variações forem feitas. Eis as mais conhecidas:

## Tipos

### Crucifix powerbomb
Finisher de Scott Hall, chamado de Outsider's Edge ou Razor's Edge (quando Hall usava o nome de ringue Razor Ramon). Esse golpe consiste em levantar o adversário e coloca-lo sobre suas costas (costa com costa), segurando-o pelos braços, dando a impressão de que está crucificado. Nessa posição o atacante lança o adversário de costas no chão. Uma 2ª versão foi feita, a qual consiste no atacante correr antes de arremessar o oponente ao chão, para aplicar ainda mais impacto ao golpe. Esse é o finisher de Sheamus, o High Cross. Também utilizado por Roman Reigns como signature e pelo lutador Badnews Bagwell com o nome Badnews Powerbomb.

### Two Handed Choke Powerbomb
O lutador agarra seu oponente com as duas mãos na cabeça do mesmo e o levanta. Em seguida, ainda pressionando a cabeça do oponente, joga o mesmo no chão fazendo com que além das costas bata a nuca no chão. É o finisher do lutador Albert, com o nome de Baldo Bomb. Também realizado por Undertaker.

### Pale Justice
Também chamado de Jackknife Crucifix Powerbomb o atacante coloca o seu oponente em posição de Crucifix Powerbomb e ao invés de correr ou cair com o oponente lança-o sem cair. Finisher de Sheamus

### Liger Powerbomb
É um golpe muito parecido com a sit-out Powerbomb, a única diferença é que o atacante em vez de cair sentado liberta o seu oponente e cai deitado. Utilizado pelo wrestler Jushin Liger

### Double underhook powerbomb
O lutador agarra o outro pelos braços, como se fosse dar um Pedigree, porém ergue-o do chão jogando-o de costas. Conhecido como Tiger driver ou Tiger Bomb, foi inventado e popularizado pelo já falecido wrestler japonês Mitsuharu Misawa. Na atualidade, é bastante utilizado como finisher pelo wrestler Tyler Bate com o nome Tyler Driver '97.

### Fiery Red Hand
O atacante agarra o oponente como se fosse realizar um Chokeslam, porém ainda a agarrar a garganta do oponente levanta até à posição de Powerbomb e com uma mão na garganta e outra mão na cintura do oponente o atacante arremessa o oponente de costas no chão. Antigamente usado por Sheamus.

### Elevated powerbomb
Popularizado por The Undertaker com o nome de Last Ride. O wrestler é levantado de forma que aparenta uma powerbomb comum, porém, nessa posição, o usuário levanta o outro um pouco mais, o jogando com toda a força no chão.

### Falling Powerbomb
O atacante coloca-o de forma que pareça o Powerbomb comum, porém, em vez de arremessá-lo ao chão, ele cai junto com a sua vítima, fazendo com que sua cabeça, caia sobre o oponente, o que causaria mais impacto, foi popularizado por Kane.

### Release Powerbomb
O atacante agarra seu oponente como se fosse dar um powerbomb normal, porém, ao invés de joga-lo no chão com toda a força, o deixa cair livremente ao solo, causando impacto no oponente apenas com o peso do mesmo. Popularizado por Kevin Nash, sendo o seu finisher, chamado de Jackknife Powerbomb. Também utilizado por Sycho Sid.

### Multiple powerbombs
O usuário realiza uma powerbomb normal, mas após bater as costa do adversário no chão ele o levanta uma segunda vez, e assim repete o golpe até que ele já tenha causado bastantes dores no adversário. Brock Lesnar usa esse golpe em lutadores leves, como Rey Mysterio, Spike Dudley e outros. Ryback também usa esse golpe como signature, às vezes em lutadores maiores, como Jack Swagger.

### Sitout powerbomb
Consiste no lutador jogar contra o chão o adversário e ele (quem realiza o golpe) cair sentado. 
É utilizado por Roman Reigns como signature e também raramente por John Cena.

### Superbomb
Uma powerbomb realizada de uma altura superior (geralmente de cima das cordas).

### High Angle Sitout Powerbomb
Muito parecido com o Sitout Powerbomb, porém mais forte, em vez do oponente jogar o oponente com toda a parte das costas no tablado, ele joga somente com a parte superior das costas, na parte da nuca / cabeça. Em vez de pegar o oponente pela cintura, o pega nos braços.

### PowerBomb to FaceBuster
Popularizado por Jeff Hardy, o golpe consiste em levantar o oponente como se fosse aplicar um Powerbomb, porém o joga para frente, caindo em um Sitout Facebuster.

### Gutwrench Powerbomb
É o finisher de Jack Swagger, o Swagger's Bomb. O lutador coloca o adversário na sua frente, o pegando na cintura, de braços cruzados e levanta o adversário o girando para ficar igual a uma posição de Powerbomb, mas caindo deitado.

### Powerbomb to the Knees
Muito similar ao Powerbomb comum, porém ao invés de jogar o adversário no chão, o lutador se joga para trás e deixa o adversário cair, fazendo com que o oponente caia diretamente de costas em seus joelhos, causando assim um impacto maior a quem sofre o ataque. Foi bastante utilizado por Teddy Hart. Atualmente é muito utilizado como signature de Tommaso Ciampa com o nome Project Ciampa.

### Package Powerbomb
Este golpe consiste em colocar o adversário entre as pernas como num Powerbomb comum, porem o atacante cruza os braços do oponente em forma de X por entre as pernas do mesmo, levantando-o pelos braços ate a posição de Powerbomb comum arremessando-o em seguida de costas no chão. Uma outra versão deste golpe e o atacante cair de joelhos acrescentando mais forca ao golpe, popularizado por Kevin Owens.

### Running Powerbomb
E um Powerbomb igual ao Powerbomb comum. A única diferença e que o atacante corre antes de arremessar o oponente.
Golpe popularizado por Brock Lesnar.